# غاري دي
غاري دي (بالإنجليزية: Gary Dee)‏ هو مقدم برامج إذاعية أمريكي، ولد في 1935، وتوفي في 10 نوفمبر 1995.